# Setouchmax
Setouchmax je velikostni razred ladij, ki še lahko operirajo v pristaniščih japonskega notranjega morja Seto.
Ladje so okrog 300 metra dolge, 50 metrov široke, največji ugrez je 16,1 metra, nosilnost pa okrog 205 000 ton.